# Oncinotis
Oncinotis és un gènere de fanerògames de la família de les Apocynaceae. Comprèn 26 espècies descrites i només 7 n'han estat acceptades. És originari del sud d'Àfrica i Madagascar.

## Taxonomia
El gènere va ser descrit per George Bentham i publicat a Niger Fl. 451. 1849.

## Espècies acceptades
A continuació s'ofereix un llistat de les espècies del gènere Oncinotis acceptades fins a l'octubre de 2013, ordenades alfabèticament. Per a cadascuna s'indica el nom binomial seguit de l'autor, abreujat segons les convencions i usos.
- Oncinotis glabrata (Baill.) Stapf ex Hiern
- Oncinotis gracilis Stapf
- Oncinotis hirta Oliv.
- Oncinotis nitida Benth.
- Oncinotis pontyi Dubard
- Oncinotis tenuiloba Stapf
- Oncinotis tomentella Radlk.